# Nordenskjøldbree
Nordenskjøldbree è un ghiacciaio sito sulle isole Svalbard tra il territorio di Dickson e Bünsow, sull'arcipelago del mar Glaciale Artico. Il ghiacciaio è lungo 25 km e largo 11 km.

## Storia
Il ghiacciaio prende il nome dal geologo finlandese-svedese Adolf Erik Nordenskiöld (1832-1901).